# Plaix
Plaix est une ancienne commune française du département d'Indre-et-Loire. Elle n'a connu qu'une brève existence : avant 1794, la commune est supprimée et rattachée à Draché.

## Toponymie
Le toponyme désigne une haie.

## Source
- Des villages de Cassini aux communes d'aujourd'hui, « Notice communale : Plaix », sur ehess.fr, École des hautes études en sciences sociales.